# Fisherman's Friends
The Fisherman's Friends er en engelsk folkemusikgruppe fra fiskebyen Port Isaac, Cornwall, der synger sømandsviser. De har optrådt lokalt siden 1995, og skrev pladekontrakt med Universal Music i marts 2010. De er grundlæggende en a cappellagruppe, men deres studiealbums og liveoptrædender inkluderer ofte simpel traditionel instrumentation.
Ved BBC Radio 2 Folk Awards i 2011 modtog The Fisherman's Friends prisen The Good Tradition Award for at holde folkemusik i live, og udbrede genren til et nyt publikum.
I 2019 udkom filmen Fisherman's Friends, der er en dramatisering over gruppens historie. Alle bandmedlemmerne havde cameoer.

## Diskografi

### Album
| Titel                                             | Detaljer                                                                                       | Hitlisteplaceringer | Certificeringer |
| Titel                                             | Detaljer                                                                                       | UK                  | Certificeringer |
| ------------------------------------------------- | ---------------------------------------------------------------------------------------------- | ------------------- | --------------- |
| Suck'em and Sea                                   | - Udgivet: 2000 - Format: Digital download, CD - Pladeselskab: Marine Records                  | —                   |                 |
| Home from the Sea                                 | - Udgivet: 2002 - Format: Digital download, CD - v: Clovelly                                   | -                   |                 |
| Another Mouthful From ... The Fisherman's Friends | - Udgivet: 2009 - Format: Digital download, CD - Pladeselskab: Marine Records                  | —                   |                 |
| Port Isaac's Fisherman's Friends                  | - Udgivet: 26 April 2010 - Format: Digital download, CD - Pladeselskab: Universal Island       | 9                   | - UK: Gold      |
| One and All                                       | - Udgivet: 26 August 2013 - Format: Digital download, CD - Pladeselskab: Universal Island      | 29                  |                 |
| Proper Job                                        | - Udgivet: 10 July 2015 - Format: Digital download, CD - Pladeselskab: Sony Music              | —                   |                 |
| Sole Mates                                        | - Udgivet: 20 April 2018 - Format: Digital download, CD - Pladeselskab: Cod and Chips          | —                   |                 |
| Keep Hauling                                      | - Udgivet: 15 March 2019 - Format: Digital download, CD - Pladeselskab: Mighty Village Records | 26                  |                 |

### Singler
| Titel                                                        | År   | Album            |
| ------------------------------------------------------------ | ---- | ---------------- |
| "Roots" (Show of Hands, Fisherman's Friends synger omkvædet) | 2006 | Non-album single |
| "Back of the Net"                                            | 2010 | Non-album single |
| "Mary Anne"                                                  | 2013 | One and All      |